# ادرار

نمونه‌ای از ادرار انسان

ادرار که با نام‌های عامیانهٔ شاش یا جیش هم شناخته می‌شود، یک محصول جانبی مایع از متابولیسم در انسان‌ها و بسیاری دیگر از حیوانات است. در پستانداران جفت‌دار، ادرار از کلیه‌ها از طریق میزنای‌ها به مثانهٔ ادراری منتقل می‌شود و در هنگام ادرار کردن از طریق پیشاب‌راه از آلت تناسلی یا فرج بیرون می‌آید. در سایر مهره‌داران، ادرار از طریق پارگین دفع می‌شود.
ادرار شامل محصولات جانبی محلول در آب از متابولیسم سلولی است که غنی از نیتروژن هستند و باید از خون پاکسازی شوند، مانند اوره، اسید اوریک و کراتینین. آزمایش ادرار می‌تواند مواد زائد نیتروژنی بدن پستانداران را شناسایی کند.
ادرار نقش مهمی در چرخهٔ نیتروژن زمین ایفا می‌کند. در اکوسیستم‌های متعادل، ادرار خاک را بارور می‌کند و بدین ترتیب به رشد گیاهان کمک می‌کند. بنابراین، می‌توان از ادرار به‌عنوان یک کود استفاده کرد. برخی از حیوانات از آن برای علامت‌گذاری قلمروهای خود بهره می‌برند. از لحاظ تاریخی، ادرار کهنه یا تخمیرشده (که به آن لانت گفته می‌شود) برای تولید باروت، تمیز کردن خانه، دباغی چرم و رنگرزی پارچه‌ها استفاده می‌شد.
ادرار و مدفوع انسان به صورت کلی به‌عنوان زبالهٔ انسانی یا پسماند انسانی شناخته می‌شوند و از طریق دستگاه‌های بهداشتی پساب‌زدایی می‌شوند. اگر تراکم جمعیت دام‌ها بالا باشد، ادرار و مدفوع دام‌ها نیز نیاز به مدیریت صحیح دارند تا از آلودگی محیط زیست جلوگیری شود.

## فیزیولوژی

ساختار شیمیایی اوره

دستگاه‌های دفعی در بیشتر حیوانات برای از بین بردن زباله‌های سمی محلول وجود دارد. در انسان‌ها، زباله‌های محلول عمدتاً توسط دستگاه ادراری و به میزان کمتری از طریق عرق، به‌ویژه در مورد اوره، دفع می‌شوند. در پستانداران جفت‌دار، دستگاه ادراری شامل کلیه‌ها، میزنای‌ها، مثانهٔ ادراری و پیشاب‌راه است. این دستگاه از طریق فیلتراسیون، بازجذب و ترشح لوله‌ای ادرار تولید می‌کند. کلیه‌ها زباله‌های محلول را از جریان خون استخراج می‌کنند و همچنین آب اضافی، قندها و طیف وسیعی از ترکیبات دیگر را از بین می‌برند. ادرار حاصل دارای غلظت‌های بالایی از اوره و دیگر مواد است، از جمله سموم. ادرار از کلیه‌ها از طریق میزنای به مثانه و در نهایت از طریق پیشاب‌راه حرکت می‌کند تا از راه مجرای ادرار خارج شود.

### مدت
تحقیقات در مورد مدت زمان ادرار کردن در چندین گونه پستاندار نشان داده است که نه گونه بزرگ‌تر به طور متوسط به مدت ۲۱ ± ۱۳ ثانیه ادرار می‌کنند، بدون توجه به اندازه بدن. گونه‌های کوچک‌تر، از جمله جوندگان و خفاش‌ها، نمی‌توانند جریان مداومی از ادرار تولید کنند و در عوض با یک سری قطرات ادرار می‌کنند.

## خصوصیات

### مقدار
میانگین تولید ادرار در بزرگسالان انسان حدود ۱٫۴ لیتر ادرار به ازای هر نفر در روز است، با یک دامنه نرمال از ۰٫۶ تا ۲٫۶ لیتر به ازای هر نفر در روز. این مقدار ادرار معمولاً در حدود ۶ تا ۸ بار ادرار کردن در روز تولید می‌شود که بستگی به وضعیت هیدراسیون، سطح فعالیت، عوامل محیطی، وزن و سلامت فرد دارد. تولید ادرار بیش از حد یا کمتر از حد نرمال نیاز به توجه پزشکی دارد. پرادراری به حالتی اطلاق می‌شود که تولید ادرار بیش از ۲٫۵ لیتر در روز باشد، کم‌ادراری به حالتی که کمتر از ۴۰۰ میلی‌لیتر تولید شود و بی‌ادراری به حالتی که تولید ادرار کمتر از ۱۰۰ میلی‌لیتر در روز باشد. این شرایط می‌توانند نشان دهنده ناهنجاری‌های پزشکی باشند و نیاز به بررسی و درمان دارند.

### اجزای تشکیل‌دهنده

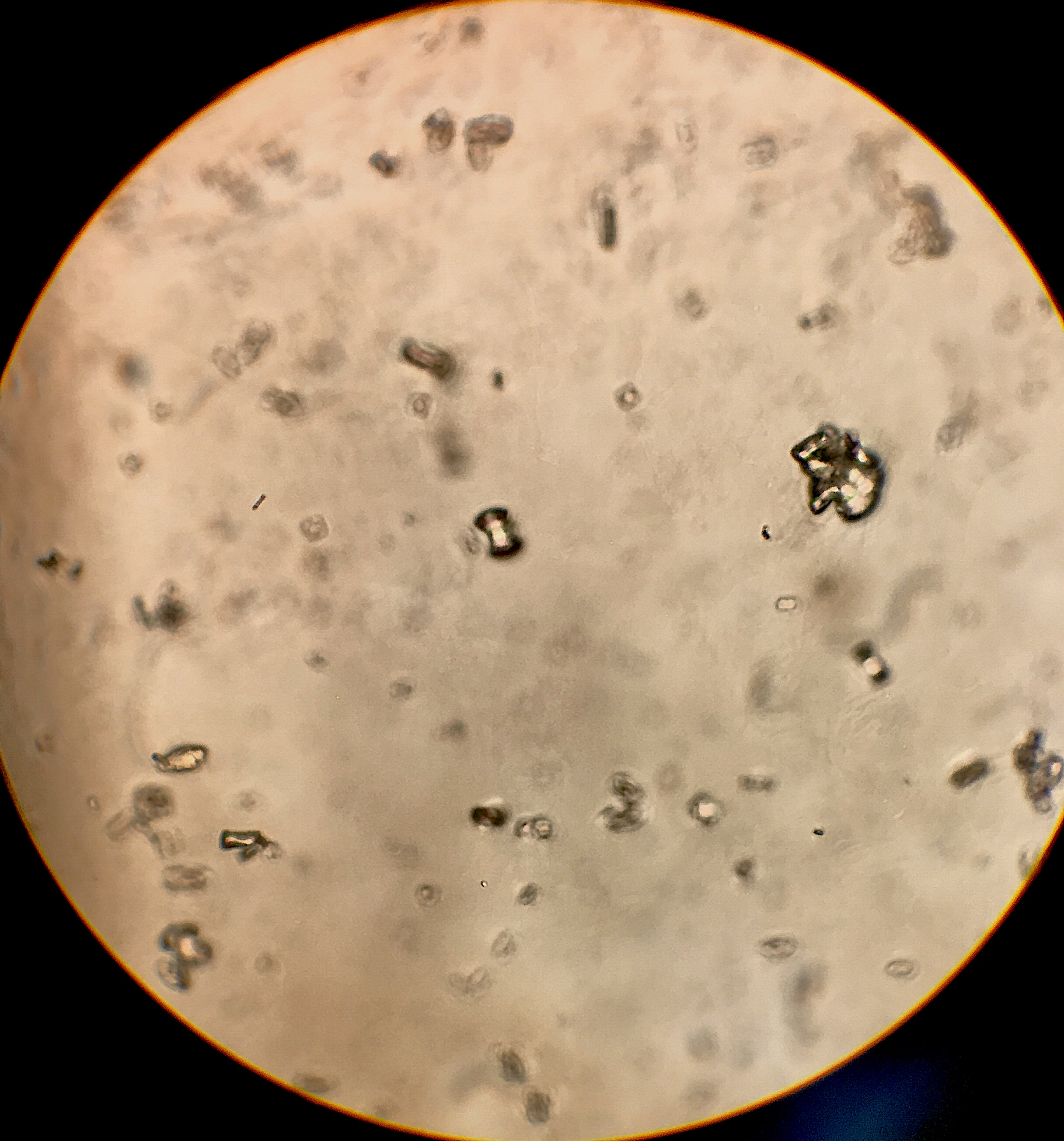
ادرار زیر میکروسکوپ

حدود ۹۱–۹۶٪ از ادرار را آب تشکیل می‌دهد. باقی‌مانده می‌تواند به طور کلی به نمک‌های معدنی، اوره، ترکیبات آلی و نمک‌های آمونیوم آلی تقسیم‌بندی شود. ادرار همچنین حاوی پروتئین‌ها، هورمون‌ها و مجموعه‌ای گسترده از متابولیت‌ها است که بسته به موادی که وارد بدن می‌شود، متفاوت است.
میانگین کل اجزای جامد در ادرار حدود ۵۹ گرم (۲٫۱ اونس) به ازای هر نفر در روز است. اوره بزرگ‌ترین جزء جامدات ادرار است و بیش از ۵۰٪ از کل را تشکیل می‌دهد. حجم روزانه و ترکیب ادرار برای هر فرد بسته به مقدار فعالیت بدنی، شرایط محیطی و همچنین مصرف آب، نمک و پروتئین متغیر است. در افراد سالم، ادرار معمولاً حاوی مقادیر بسیار کمی پروتئین است و وجود مقدار زیاد پروتئین می‌تواند نشان‌دهنده بیماری باشد، همانند وجود قند. همچنین، گزارش شده است که در افراد سالم، مقدار مواد آلی حداکثر ۱٫۷ برابر بیشتر از مواد معدنی است، اما هر مقدار بیشتر از این می‌تواند نشانه بیماری باشد.
| پارامتر                  | مقدار                   |
| ------------------------ | ----------------------- |
| پی‌اچ                     | ۶٫۲                     |
| نیتروژن کل               | ۸۸۳۰ میلی‌گرم/لیتر       |
| آمونیوم/آمونیاک          | ۴۶۰ میلی‌گرم/لیتر        |
| نیترات و نیتریت          | ۰٫۰۶ میلی‌گرم/لیتر       |
| اکسیژن مورد نیاز شیمیایی | ۶۰۰۰ میلی‌گرم/لیتر       |
| فسفر کل                  | ۸۰۰ - ۲۰۰۰ میلی‌گرم/لیتر |
| پتاسیم                   | ۲۷۴۰ میلی‌گرم/لیتر       |
| سولفات                   | ۱۵۰۰ میلی‌گرم/لیتر       |
| سدیم                     | ۳۴۵۰ میلی‌گرم/لیتر       |
| منیزیم                   | ۱۲۰ میلی‌گرم/لیتر        |
| کلرید                    | ۴۹۷۰ میلی‌گرم/لیتر       |
| کلسیم                    | ۲۳۰ میلی‌گرم/لیتر        |

با این حال، مهم است که به مقادیر و غلظت‌های کمتری از دیگر ترکیبات و یون‌ها معمولاً در ادرار انسان‌ها وجود دارند، توجه کرد.

## محل خروج ادرار
مجرای خروج ادرار آلت تناسلی است. در مردان این ناحیه بالای کیسه بیضه و در نوک آلت تناسلی قرار دارد و در زنان کمی بالاتر از مهبل قرار گرفته است. ادرار پس از ورود به مثانه به آلت تناسلی می‌رود و از آنجا دفع می‌شود.

## بررسی
ادرار مایعی است که توسط نفرون (گُردیزه) در کلیه‌ها تولید و از طریق میزراه از بدن دفع می‌شود. فراوان‌ترین ماده آلی ادرار اوره است (اوره یک اسید ضعیف است اما در ادرار به دلیل وجود هیدروژن کربنات ادرار تقریباً خنثی است) و پی‌اچ آن برای فرد طبیعی نزدیک به هفت است، اما در میان انسان‌ها از ۴٫۴ تا ۸ متغیر است. ادرار فرد سالم سمّی نیست. اما شامل ترکیباتی است که توسط بدن به عنوان مواد نامطلوب حذف شده است و می‌تواند محرک و سوزانندهٔ پوست و چشم باشد. طی فرایندی، می‌توان آب آشامیدنی از ادرار استخراج کرد.
ادرار عمدتاً آب و دارای نمک‌های معدنی و در حدود ۲٪ اوره است، که در کبد به منظور حذف آمونیاک که ماده‌ای بسیار سمّی است، تولید می‌شود. اوره دارای سمّیّت بسیار پایین است.
- آب۹۶٪

اوره: ۲‎٪
نمک و یون‌ها دیگر: ۲‎٪
رنگ ادرار به‌طور معمول از بی‌رنگ تا زرد متغیر است. رنگ زرد به‌وسیلهٔ یوروبیلین‌ها ایجاد می‌شود. رنگ زرد ادرار به دلیل وجود بیلی روبین است که از تخریب گلبول‌های قرمز پدید می‌آید. اگر فرد دچار کم‌آبی باشد، ادرار کمتر (شاید کمتر از ۱ لیتر در هر روز)، و همچنین غلیظ‌تر خواهد شد. اگر فرد آب زیادی بنوشد، ادرار بیشتر (شاید به اندازهٔ دو لیتر در روز) و همچنین رقیق‌تر خواهد شد.

ادرار باعث می‌شود که بدن از موارد زیر را دفع کند:
آب اضافی در بدن، الکترولیت‌های اضافی (نمک)، اوره، سموم بدن، داروها و غیره.
ادرار اصلی‌ترین عامل هم‌ایستایی است.

## در فرهنگ
ادرار شتر قرن‌ها در شبه جزیره عربستان برای اهداف دارویی و مذهبی استفاده شده است. سازمان جهانی بهداشت توصیه به اجتناب از نوشیدن آن کرده و این عمل را با نشانگان تنفسی خاورمیانه یا همان بیماری کشنده مرس مرتبط دانسته است.
در روم باستان برای شستن لباس‌ها با صابون آشنایی نداشتند، اما به جای آن از انواع مواد قلیایی استفاده می‌کردند که به وسیله آن کثیفی راحت‌تر از لباس جدا می‌شد. از این میان، تا حد زیادی رایج‌ترین آنها ادرار مردان و حیوانات بود. ادرار قدیمی برای این کار بهتر بود. لباس‌ها در آن خیس شده و سپس کارگرانی که لباس‌ها با پاهای خود لگدمال می‌کردند، ادرار را نیز مخلوط می‌کردند. حتی از ادرار برای رنگ کردن چرم استفاده می‌شد. همچنین در امپراتوری روم استفاده از ادرار انسان و حیوان به عنوان دهانشویه و سفیدکننده دندان طبیعی بود. در گذشته مردم متوجه شده بودند که ادرار به حفظ دندان‌های سالم و قوی کمک می‌کند. در واقع حتی دندان‌ها را سفیدتر می‌کند. دلیل آن وجود آمونیاک در ادرار است که با تجزیه اوره توسط باکتری‌ها تشکیل می‌شود. آمونیاک در بسیاری از محصولات پاک کننده تجاری و همچنین بسیاری از محصولات دارویی استفاده می‌شد. ادرار همچنین حاوی املاح و کریستال‌های مختلفی است که برای از بین بردن کثیفی از دندان‌ها مفید است. نهایتاً از ادرار در پزشکی نیز استفاده می‌شد - به عنوان ضدعفونی کننده برای زخم‌ها، سوختگی‌ها و عقرب گزیدگی استفاده می‌شد.